# Laureus World Sports Awards/Weltsportlerin des Jahres
Diese Liste zählt alle Sportlerinnen auf, die bei den Laureus World Sports Awards als „Weltsportlerin des Jahres“ nominiert waren. Die Siegerinnen sind farblich hervorgehoben.

## Liste der Siegerinnen und Nominierten
| 2000 | Marion Jones (USA)                          | Leichtathletik |
|      | Lindsay Davenport (USA)                     | Tennis         |
|      | Gabriela Szabo (Rumänien)                   | Leichtathletik |
| 2001 | Cathy Freeman (Australien)                  | Leichtathletik |
|      | Inge de Bruijn (Niederlande)                | Schwimmen      |
|      | Marion Jones (USA)                          | Leichtathletik |
|      | Karrie Webb (Australien)                    | Golf           |
|      | Venus Williams (USA)                        | Tennis         |
| 2002 | Jennifer Capriati (USA)                     | Tennis         |
|      | Inge de Bruijn (Niederlande)                | Schwimmen      |
|      | Stacy Dragila (USA)                         | Leichtathletik |
|      | Annika Sörenstam (Schweden)                 | Golf           |
|      | Venus Williams (USA)                        | Tennis         |
| 2003 | Serena Williams (USA)                       | Tennis         |
|      | Marion Jones (USA)                          | Leichtathletik |
|      | Janica Kostelić (Kroatien)                  | Ski Alpin      |
|      | Paula Radcliffe (Großbritannien)            | Leichtathletik |
|      | Annika Sörenstam (Schweden)                 | Golf           |
| 2004 | Annika Sörenstam (Schweden)                 | Golf           |
|      | Inge de Bruijn (Niederlande)                | Schwimmen      |
|      | Justine Henin (Belgien)                     | Tennis         |
|      | Maria de Lurdes Mutola (Mosambik)           | Leichtathletik |
|      | Paula Radcliffe (Großbritannien)            | Leichtathletik |
|      | Serena Williams (USA)                       | Tennis         |
| 2005 | Kelly Holmes (Großbritannien)               | Leichtathletik |
|      | Jelena Issinbajewa (Russland)               | Leichtathletik |
|      | Carolina Klüft (Schweden)                   | Leichtathletik |
|      | Marija Scharapowa (Russland)                | Tennis         |
|      | Annika Sörenstam (Schweden)                 | Golf           |
|      | Leontien Zijlaard-van Moorsel (Niederlande) | Radsport       |
| 2006 | Janica Kostelić (Kroatien)                  | Ski Alpin      |
|      | Kim Clijsters (Belgien)                     | Tennis         |
|      | Tirunesh Dibaba (Äthiopien)                 | Leichtathletik |
|      | Jelena Issinbajewa (Russland)               | Leichtathletik |
|      | Carolina Klüft (Schweden)                   | Leichtathletik |
|      | Paula Radcliffe (Großbritannien)            | Leichtathletik |
|      | Annika Sörenstam (Schweden)                 | Golf           |
| 2007 | Jelena Issinbajewa (Russland)               | Leichtathletik |
|      | Justine Henin (Belgien)                     | Tennis         |
|      | Carolina Klüft (Schweden)                   | Leichtathletik |
|      | Laure Manaudou (Frankreich)                 | Schwimmen      |
|      | Amélie Mauresmo (Frankreich)                | Tennis         |
|      | Marija Scharapowa (Russland)                | Tennis         |
| 2008 | Justine Henin (Belgien)                     | Tennis         |
|      | Jelena Issinbajewa (Russland)               | Leichtathletik |
|      | Carolina Klüft (Schweden)                   | Leichtathletik |
|      | Lisbeth Lenton (Australien)                 | Schwimmen      |
|      | Marta (Brasilien)                           | Fußball        |
|      | Lorena Ochoa (Mexiko)                       | Golf           |
| 2009 | Jelena Issinbajewa (Russland)               | Leichtathletik |
|      | Tirunesh Dibaba (Äthiopien)                 | Leichtathletik |
|      | Lorena Ochoa (Mexiko)                       | Golf           |
|      | Stephanie Rice (Australien)                 | Schwimmen      |
|      | Lindsey Vonn (USA)                          | Ski Alpin      |
|      | Venus Williams (USA)                        | Tennis         |
| 2010 | Serena Williams (USA)                       | Tennis         |
|      | Shelly-Ann Fraser (Jamaika)                 | Leichtathletik |
|      | Federica Pellegrini (Italien)               | Schwimmen      |
|      | Sanya Richards (USA)                        | Leichtathletik |
|      | Britta Steffen (Deutschland)                | Schwimmen      |
|      | Lindsey Vonn (USA)                          | Ski Alpin      |
| 2011 | Lindsey Vonn (USA)                          | Ski Alpin      |
|      | Kim Clijsters (Belgien)                     | Tennis         |
|      | Jessica Ennis (Großbritannien)              | Leichtathletik |
|      | Blanka Vlašić (Kroatien)                    | Leichtathletik |
|      | Serena Williams (USA)                       | Tennis         |
|      | Caroline Wozniacki (Dänemark)               | Tennis         |
| 2012 | Vivian Cheruiyot (Kenia)                    | Leichtathletik |
|      | Maria Höfl-Riesch (Deutschland)             | Ski Alpin      |
|      | Carmelita Jeter (USA)                       | Leichtathletik |
|      | Petra Kvitová (Tschechien)                  | Tennis         |
|      | Homare Sawa (Japan)                         | Fußball        |
|      | Yani Tseng (Taiwan)                         | Golf           |
| 2013 | Jessica Ennis (Großbritannien)              | Leichtathletik |
|      | Allyson Felix (USA)                         | Leichtathletik |
|      | Missy Franklin (USA)                        | Schwimmen      |
|      | Shelly-Ann Fraser-Pryce (Jamaika)           | Leichtathletik |
|      | Lindsey Vonn (USA)                          | Ski Alpin      |
|      | Serena Williams (USA)                       | Tennis         |
| 2014 | Missy Franklin (USA)                        | Schwimmen      |
|      | Serena Williams (USA)                       | Tennis         |
|      | Shelly-Ann Fraser-Pryce (Jamaika)           | Leichtathletik |
|      | Jelena Issinbajewa (Russland)               | Leichtathletik |
|      | Tina Maze (Slowenien)                       | Ski Alpin      |
|      | Nadine Angerer (Deutschland)                | Fußball        |
| 2015 | Genzebe Dibaba (Äthiopien)                  | Leichtathletik |
|      | Valerie Adams (Neuseeland)                  | Leichtathletik |
|      | Marit Bjørgen (Norwegen)                    | Skilanglauf    |
|      | Li Na (China)                               | Tennis         |
|      | Tina Maze (Slowenien)                       | Ski Alpin      |
|      | Serena Williams (USA)                       | Tennis         |
| 2016 | Serena Williams (USA)                       | Tennis         |
|      | Genzebe Dibaba (Äthiopien)                  | Leichtathletik |
|      | Anna Fenninger (Österreich)                 | Ski Alpin      |
|      | Shelly-Ann Fraser-Pryce (Jamaika)           | Leichtathletik |
|      | Katie Ledecky (USA)                         | Schwimmen      |
|      | Carli Lloyd (USA)                           | Fußball        |
| 2017 | Simone Biles (USA)                          | Turnen         |
|      | Allyson Felix (USA)                         | Leichtathletik |
|      | Laura Kenny (Großbritannien)                | Radsport       |
|      | Angelique Kerber (Deutschland)              | Tennis         |
|      | Katie Ledecky (USA)                         | Schwimmen      |
|      | Elaine Thompson (Jamaika)                   | Leichtathletik |
| 2018 | Serena Williams (USA)                       | Tennis         |
|      | Allyson Felix (USA)                         | Leichtathletik |
|      | Laura Kenny (Großbritannien)                | Radsport       |
|      | Garbiñe Muguruza (Spanien)                  | Tennis         |
|      | Caster Semenya (Südafrika)                  | Leichtathletik |
|      | Mikaela Shiffrin (USA)                      | Ski Alpin      |
| 2019 | Simone Biles (USA)                          | Turnen         |
|      | Simona Halep (Rumänien)                     | Tennis         |
|      | Angelique Kerber (Deutschland)              | Tennis         |
|      | Ester Ledecká (Tschechien)                  | Ski Alpin      |
|      | Daniela Ryf (Schweiz)                       | Triathlon      |
|      | Mikaela Shiffrin (USA)                      | Ski Alpin      |
| 2020 | Simone Biles (USA)                          | Turnen         |
|      | Allyson Felix (USA)                         | Leichtathletik |
|      | Shelly-Ann Fraser-Pryce (Jamaika)           | Leichtathletik |
|      | Naomi Ōsaka (Japan)                         | Tennis         |
|      | Megan Rapinoe (USA)                         | Fußball        |
|      | Mikaela Shiffrin (USA)                      | Ski Alpin      |
| 2021 | Naomi Ōsaka (Japan)                         | Tennis         |
|      | Anna van der Breggen (Niederlande)          | Radsport       |
|      | Federica Brignone (Italien)                 | Ski Alpin      |
|      | Brigid Kosgei (Kenia)                       | Leichtathletik |
|      | Wendie Renard (Frankreich)                  | Fußball        |
|      | Breanna Stewart (USA)                       | Basketball     |
| 2022 | Elaine Thompson-Herah (Jamaika)             | Leichtathletik |
|      | Ashleigh Barty (Australien)                 | Tennis         |
|      | Allyson Felix (USA)                         | Leichtathletik |
|      | Katie Ledecky (USA)                         | Schwimmen      |
|      | Emma McKeon (Australien)                    | Schwimmen      |
|      | Alexia Putellas (Spanien)                   | Fußball        |
| 2023 | Shelly-Ann Fraser-Pryce (Jamaika)           | Leichtathletik |
|      | Katie Ledecky (USA)                         | Schwimmen      |
|      | Sydney McLaughlin-Levrone (USA)             | Leichtathletik |
|      | Alexia Putellas (Spanien)                   | Fußball        |
|      | Mikaela Shiffrin (USA)                      | Ski Alpin      |
|      | Iga Świątek (Polen)                         | Tennis         |
| 2024 | Aitana Bonmatí (Spanien)                    | Fußball        |
|      | Shericka Jackson (Jamaika)                  | Leichtathletik |
|      | Faith Kipyegon (Kenia)                      | Leichtathletik |
|      | Sha’Carri Richardson (USA)                  | Leichtathletik |
|      | Mikaela Shiffrin (USA)                      | Ski Alpin      |
|      | Iga Świątek (Polen)                         | Tennis         |
| 2025 | Simone Biles (USA)                          | Turnen         |
|      | Aitana Bonmatí (Spanien)                    | Fußball        |
|      | Sifan Hassan (Niederlande)                  | Leichtathletik |
|      | Faith Kipyegon (Kenia)                      | Leichtathletik |
|      | Sydney McLaughlin-Levrone (USA)             | Leichtathletik |
|      | Aryna Sabalenka                             | Tennis         |

## Statistik
| Anzahl | Sportlerin         | Jahre                  |
| ------ | ------------------ | ---------------------- |
| 4      | Serena Williams    | 2003, 2010, 2016, 2018 |
| 4      | Simone Biles       | 2017, 2019, 2020, 2025 |
| 2      | Jelena Issinbajewa | 2007, 2009             |